# Fabio Tricoli
Fabio Tricoli (Palermo, 3 gennaio 1967) è un giornalista italiano.
È caporedattore della redazione romana di "News Mediaset" e conduttore del canale all news di Mediaset "Tgcom24".

## Biografia
Figlio dello storico e politico Giuseppe Tricoli, inizia la carriera come collaboratore del Giornale di Sicilia e dell'agenzia di stampa Italpress. Si iscrive poi alla facoltà di Lettere dell'Università di Palermo, seguendo il corso di laurea in Lettere Moderne, e si è laureato con 110 e lode con una tesi su "Linguaggio, discorso e comunicazione politica in Italia" alla quale è stata riconosciuta dignità di pubblicazione. Dopo la laurea ha frequentato l'Istituto per la formazione al giornalismo di Urbino.
Nel 1992 viene chiamato al neonato TG5 da Enrico Mentana e segue l'emergenza dell'immigrazione siciliana e pugliese, il terremoto in Umbria nel 1997 e l'eruzione dell'Etna nel 2001. Viene mandato anche all'estero a seguire la guerra nel Kosovo, in Albania, e in Argentina durante la crisi economica del 2001.
Diventa vice-caporedattore cronaca del TG5, oltre che curatore e conduttore (dal 2005 al 2006) dell'edizione del TG5 della notte, e nel 2006 passa a Videonews, testata del gruppo Mediaset per la quale ha curato il programma Tempi Moderni, insieme ad Antonello Sette. Con l'arrivo di Giorgio Mulé alla direzione di Studio Aperto, passa anche lui al telegiornale di Italia 1 come Caporedattore e conduttore dell'edizione delle 12.25. Nell'ottobre 2009 assume l'incarico di vice-direttore della Comunicazione del Mediaset e ricopre questo incarico fino al 2010, quando passa a lavorare per l'agenzia di stampa di Mediaset, News Mediaset. Dal novembre 2011 è conduttore del canale all news TGcom24.
È stato professore a di giornalismo televisivo dal 1999 al 2010 alla facoltà di Scienze della Comunicazione dell'Università La Sapienza di Roma.
È inoltre, autore di saggi sul giornalismo e sulla comunicazione.
È presidente della Fondazione culturale "Giuseppe e Marzio Tricoli" di Palermo in memoria del padre e del fratello scomparsi.
Ha fondato nel 2001 l'O.N.L.U.S. "Associazione Nazionale Inviati per la solidarietà", insieme ad noti giornalisti televisivi (Lamberto Sposini, Paolo Di Giannantonio, Attilio Romita, Massimo Caputi, Jimmy Ghione e altri) che promuove incontri di calcio per la raccolta di fondi nell'ambito di progetti di solidarietà per i bisognosi.

## Premi e riconoscimenti
- Premio giornalistico televisivo Ilaria Alpi nel 1998.
- Premio “Cronista dell'anno” nel 1999 per l'informazione radio-tv indetto dall'Unione Nazionale Cronisti Italiani con il patrocinio della Presidenza della Repubblica.

## Pubblicazioni
- Edizione straordinaria: impatto redazionale e rappresentazione televisiva dell'evento, in “Torri crollanti. Comunicazione, media e nuovi terrorismi dopo l'11 settembre” a cura di M. Morcellini Editore Franco Angeli, Milano, 2003, ISBN 9788846439864
- Notiziari e siti online: un'integrazione che riscatta la tv, in “Net sociology. Interazioni tra scienze sociali e Internet” a cura di M. Morcellini e A. G. Pizzaleo, editore Guerini, Milano, 2002, ISBN 9788883353000
- A scuola di telegiornale in “ Una scuola che comunica. Strumenti e strategie di comunicazione interna, vol. 1, a cura di Ida Cortoni, Erickson, Trento, 2009, ISBN 9788861374171
- L'informazione giornalistica sulla salute: spazi, luoghi e tempi narrativi della cronaca televisiva, in “L'agorà della medicina: punti di vista a confronto per una dialettica del sapere in Sanità ” a cura di Maria Triassi, Ateneapoli editore, Napoli, 2016, ISBN 9788897840381